# Probe 6-8
Probe 6-8 is een extended play/cupdisc uit 2021 van Tangerine Dream.

## Inleiding
Sinds bandleider Edgar Froese in 2014 Tangerine Dream de "Quantum Years" (een fase in de bands geschiedenis) instuurde, kwam er nauwelijks nieuw studiowerk van de band uit. Dit werd mede veroorzaakt door zijn overlijden in 2015. Op ep's/cupdiscs werden voornamelijk live-opnamen uitgebracht, zodat Quantum gate uit 2017 als enig nieuw studiowerk bevatte uit die fase. Desalniettemin doken de leden Thorsten Quaeschning, Hoshiko Yamane en Paul Frick zo af en toe de geluidsstudio's Raum en The Shoppe Berlin in om aan nieuw werk te werken. Afwezig daarbij was Ulrich Schnauss, sinds de "Quantum Years" lid van de band; hij kwam met de albums Eight fragments of an illusion en Destiny waiving. Echter aanwezig was opnieuw Edgar Froese van wie oude opnamen uit de periode 1977 tot 2013 postuum in de nieuwe stukken muziek werden verwerkt.     

## Musici
- Thorsten Quaeschning, Hoshiko Yamane, Paul Frick - electronica
- Edgar Froese – electronica tracks 1, 2, 4.

## Muziek
| Nr. | Titel                                                           | Duur  |
| --- | --------------------------------------------------------------- | ----- |
| 1.  | Raum (Froese, Quaeschning, Yamane, Frick)                       | 14:56 |
| 2.  | Para guy (Froese, Quaeschning, Yamane, Frick)                   | 5:50  |
| 3.  | Continuum (Quaeschning, Yamane, Frick)                          | 7:11  |
| 4.  | Raum (Froese, Quaeschning, Yamane, Frick, remix Aimée Portioli) | 6:18  |
| 5.  | Continuum (Quaeschning, Yamane, Frick, remix Sam Barker)        | 5:50  |

Raum werd ook als single vrijgegeven; het werd voorzien van videobeelden, die een eerbetoon moeten zijn aan het filmen van Froese met zijn super 8 film.